# Sindangpala
Sindangpala is een bestuurslaag in het regentschap Majalengka van de provincie West-Java, Indonesië. Sindangpala telt 958 inwoners (volkstelling 2010).